# Oberstenweiler
Oberstenweiler ist seit 1972 einer der elf Ortsteile der Gemeinde Salem im baden-württembergischen Bodenseekreis und war zuvor selbständige Gemeinde.

## Lage
Oberstenweiler liegt im Unterraum Hohe Bodanrück-Homburg-Höhen des Nordosthegauer Berglands im Naturraum Hegau auf einer Höhe von etwa 555 m ü. NHN am Südabfall der beiden nahen Geländehöcker Neubühl (579 m ü. NHN) und Bergle (599 m ü. NHN) ins Tal des Klotzenbachs hinunter, der nahe am Ostrand des Ortes entsteht und nach einem Bogen nach Süden weiter bachabwärts sich mit dem kürzeren Tobelbach vom Westrand des Ortes her zur Wespach vereint. Oberstenweiler steht auf Sedimenten der Tettnang-Subformation in hügeliger, grünlandreicher Drumlin-Landschaft aus der Würm-Kaltzeit innerhalb einer Rodungsinsel. Diese ist fast geschlossen von einem Waldring umgeben, jenseits dessen etwas über 2 km im Norden entfernt die Deggenhauser Aach westwärts fließt und etwas über 21⁄2 km im Südwesten die diese und danach die Wespach aufnehmende Salemer Aach südostwärts.
Nahe Orte sind reihum Birkenweiler im Norden, Rimpertsweiler im Südosten, das größere und fernere Bermatingen im Süden, Wespach, Leutkirch und Tobelhof im Westen und dahinter das größere Neufrach sowie Haberstenweiler im Nordwesten.
Von dem im Unteren Linzgau recht hoch gelegenen Dorf hat man bei guten Wetter Fernblick auf den Bodensee und die Alpen.

## Geschichte
Im Jahr 1220 wurde das Dorf erstmals als Oberstenwilare erwähnt. Von da an übten bis zum Jahr 1637 die Herren von Heiligenberg die Herrschaft aus. Danach kam das Dorf an das Reichsstift Salem. Zwischen den Jahren 1686 und 1695 wurde die Kapelle im Dorf gebaut. Im Jahr 1839 wurde der Hof Rimpertsweiler, damals zu Wittenhofen, aber zur Pfarrei Leutkirch gehörend, von Oberstenweiler abgelöst; heute beherbergt der östlich von Oberstenweiler liegende Hof ein Rehabilitationszentrum für Drogenkranke. 1972 kam die Altgemeinde Oberstenweiler im Zuge der Gemeindereform zu Salem.

## Infrastruktur
2010 wurde das ehemalige Feuerwehrhaus zu einem Dorfgemeinschaftshaus umgebaut. Nach einem Bau einer Außenanlage wurde der Dorfplatz 2012 fertiggestellt. Im Ort befindet sich ein Karnevalverein. Der Ort hat (Stand 2024) 355 Einwohner und eine Fläche von 3.244.134 m².